# Praemastus albipuncta
Praemastus albipuncta là một loài bướm đêm thuộc phân họ Arctiinae, họ Erebidae.